# CDシアター ドラゴンクエスト
『CDシアター ドラゴンクエスト』（シーディーシアター ドラゴンクエスト）は、エニックス（現スクウェア・エニックス）のRPG・ドラゴンクエストシリーズの二次著作商品であるドラマCD。

## 概要
『ドラゴンクエストI』から『ドラゴンクエストVI 幻の大地』までの作品がCDシアター化されている。ナンバリング作品以外では、番外編としてギャグ要素の強い『トルネコの大冒険 不思議のダンジョン』が発売された。
ストーリーは概ね小説ドラゴンクエストシリーズ各巻の内容を簡略化したもので、それを声優、SE、シンセサイザーによる新録BGMを用いて表現している。ジャケットや付属ブックレットのイラストも『ドラゴンクエストII 悪霊の神々』を除いて、小説（四六判、文庫版）の表紙と挿絵を描いたいのまたむつみが手がけた。ただし、小説執筆者の名は本製品シリーズの権利者にクレジットされていない。
ゲームの容量・ストーリーの少なかった『I』や『II』、キャラクターメイキングが可能だった『ドラゴンクエストIII そして伝説へ…』などはゲーム本編には無いオリジナルシナリオなどを脚本側で膨らませることが可能であり、登場キャラクターが非常に少ない『I』などは、原作ゲームには無い、主人公の養親や名前のある町娘などが登場したり、小説版に準拠した小説版オリジナルエピソードなどが挿入されたりしていた。しかし、ゲーム本編の容量・ストーリーが増してゆくにつれ、ドラマCDオリジナルの要素は失われていった。
『I』『II』は1枚。『III』は2枚組。『ドラゴンクエストIV 導かれし者たち』『ドラゴンクエストV 天空の花嫁』は3枚別売り。『VI』は2枚別売りだった。
なおいずれのCDも、すでに生産が終了している。

## シリーズ一覧

### CDシアター ドラゴンクエストI
- 1991年7月19日発売
- 48Pイラストブックレット付属
- 総計時間 74分33秒

ストーリーインデックス
1. アレフガルド
2. 目覚め
3. 謁見
4. 闇の使者
5. 太陽の石
6. ロトの石盤
7. ガライの墓
8. マイラの村
9. 銀の竪琴
10. ロトの紋章
11. 妖精の笛
12. 戦闘 VS悪魔の騎士
13. 戦闘 VS影の騎士
14. 宿屋
15. ローラ
16. ロトの剣
17. 決戦VS竜王
18. 夜明け
19. 旅立ち
20. 凱旋

キャスト
- アレフ（勇者）：関俊彦
- ローラ姫：笠原弘子
- ラルス16世：槐柳二
- メルセラ（アレフの育ての親）：野沢雅子
- ガライ：永井一郎

- 竜王：加藤精三
- 影の騎士：若本規夫
- 悪魔の騎士：郷里大輔
- 大魔道：玄田哲章

- 宿屋のおかみ：吉田理保子
- ヨシリーン（マイラの道具屋）：星野充昭
- ミナ（ヨシリーンの孫娘）：冨永みーな
- 雨の祠の賢者：青野武
- メルキドの老人：川久保潔
- 精霊ネリー：土井美加
- リムルダールのおやじ：梁田清之
- ナレーター：屋良有作

### CDシアター ドラゴンクエストII
- 1991年12月13日発売
- 48Pイラストブックレット付属
- 総計時間 74分55秒

ストーリーインデックス
1. 襲撃
2. 出発
3. ヨロイムカデ
4. 廃墟
5. ラーの鏡
6. 風のマント
7. レシル
8. ルプガナ
9. サイヴァ
10. 竜王の島
11. 魔窟
12. コロシアム
13. ルビスの守り
14. 覚醒
15. 迷い
16. ハーゴン
17. 破壊神
18. ナナ
19. この道わが旅
20. ロト伝説

キャスト
- アレン（ローレシアの王子）：山口勝平
- コナン（サマルトリアの王子）：佐々木望
- ナナ（ムーンブルクの王女）：横山智佐
- サイヴァ（悪魔神官）：塩沢兼人
- ハーゴン、シドー：銀河万丈
- ベリアル：堀之紀
- バズズ：千葉繁

- ローレシア王：小川真司
- デルコンダル王：青野武
- レシル（ルプガナで魔物に襲われる少女）：江森浩子
- ハレノフ（ルプガナの船の持ち主）：平野正人
- ムーンブルク兵：田中一成
- デルコンダルの娘：南場千絵子

- ルビス：潘恵子
- 竜王の血族：加藤精三
- ナレーター：屋良有作

### CDシアター ドラゴンクエストIII
- 1993年2月28日発売
- 8Pイラストブックレット・特製A2ポスター付属
- 総計時間 DISC1：71分8秒 DISC2：72分53秒

ストーリーインデックス
DISC 1
1. ネクロゴンド
2. 目覚め
3. アリアハン
4. レーベ
5. いざないの洞窟
6. ロマリア
7. シャンパーニの塔
8. アッサラーム
9. イシス
10. ポルトガ
11. ジパング
12. 世界を巡る
13. サマンオサ
14. ガイアの剣

DISC 2
1. オーブ
2. ラーミア
3. 竜の女王
4. バラモス城
5. 闇の世界
6. 神殿
7. ルビス
8. 光の鎧
9. 虹の滴
10. 魔の島へ
11. 王者の剣
12. 闇の支配者
13. 朝陽
14. そして伝説へ…

キャスト
- アレル（男勇者）：緑川光
- マリス（女魔法使い）：皆口裕子
- ステラ（女戦士）：富沢美智恵
- ライド（男僧侶→賢者）：青野武
- カンダタ（本作では「武闘家」）：神谷明
- ダムス（男商人）：龍田直樹
- ガライ（本作では「遊び人」）：永井一郎
- ルシア（主人公の母）：江森浩子
- ルイーダ：川浪葉子

- サイモン：田中一成
- サリーヌ（サイモンの妻）：南場千絵子
- ラルス一世：石森達幸
- サスケ（マイラの鍛冶屋）：中尾みち雄
- ヨシリィ（サスケの妻）：萩森侚子
- オルテガ：戸谷公次
- 竜の女王：寺瀬めぐみ
- ネリー（精霊の祠の精霊）：土井美加
- ルビス：潘恵子

- サマンオサ王：郷里大輔
- ヒミコ：中友子
- バラモス：佐藤正治
- ゾーマ：柴田秀勝
- ナレーター：屋良有作

### CDシアター ドラゴンクエストIV
VOLUME 1
- 1993年12月10日発売
- 20Pイラストブックレット付き
- ステレオ 総計時間 64分54秒

ストーリーインデックス
第1章・王宮の戦士たち
1. バトランド
2. イムル
3. ホイミン
4. 湖の塔
5. 旅立ち

第2章・おてんば姫の冒険
1. サントハイム
2. テンペ
3. フレノール
4. 旅の扉
5. エンドール
6. 主なき城

VOLUME 2
- 1994年1月28日発売
- 20Pイラストブックレット付き
- ステレオ 総計時間 70分32秒

ストーリーインデックス
第3章・武器屋トルネコ
1. レイクナバ
2. ボンモール
3. 手紙
4. 銀の女神像
5. トンネル

第4章・モンバーバラの姉妹
1. モンバーバラ
2. コーミズ
3. ハバリア
4. お告げ所
5. アッテムト
6. キングレオ
7. 地下牢
8. 船出

VOLUME 3
- 1994年3月13日発売
- 20Pイラストブックレット付属
- ステレオ 総計時間 74分56秒

ストーリーインデックス
第5章・導かれし者たち
1. 襲撃
2. デスパレス
3. 出会い
4. 集結
5. バルザック
6. スタンシアラ
7. 夢
8. ガーデンブルグ
9. 海鳴りのほこら
10. ロザリーヒル
11. エスターク
12. 世界樹
13. 天空城
14. デスピサロ
15. 終曲

キャスト
- ライアン：小川真司
- アリーナ：吉田古奈美
- クリフト：中村大樹
- ブライ：八奈見乗児
- トルネコ：玄田哲章
- マーニャ：富沢美智恵
- ミネア：江森浩子
- レイ（勇者）：金丸淳一
- ホイミン：田中真弓
- ロレンス：里内信夫
- オーリン：柴本浩行
- ハルト五世（バトランド王）：北村弘一
- ステファン（ライアンの同僚）：梁田清之

- ミャッケ（ププルの友達）：佐藤智恵
- ププル：嶋方淳子
- アルタス（サントハイム王）：堀之紀
- エルドナン（エンドール王）：池水通洋
- バコタ：沢木郁也
- メイ：永島由子
- モニカ姫：井上美紀
- シロン（サントハイム兵士）：太田真一郎
- 審判：小林俊夫
- クレイン（レイクナバの親方）：郷里大輔
- ネネ：関根明子
- ドン・ガアデ：岸野幸正
- モルダム（ボンモール王）：稲葉実
- ポポロ：萩森侚子

- トムじいさん：佐藤正治
- 武器屋の客：平野正人
- ペドロ七世（キングレオ先代王）：宮内幸平
- シンシア：川村万梨阿
- ロザリー：潘恵子
- ガーデンブルグ女王：久美沙織
- ガーデンブルグ女将軍：緒方恵美
- マスタードラゴン：屋良有作
- ピサロ：池田秀一
- アシペンサ（ピサロのてさき）：龍田直樹
- バルザック：島田敏
- キングレオ：岸野幸正
- エビルプリースト：西村知道
- ナレーター：石坂浩二

### CDシアター ドラゴンクエストV
VOLUME 1
- 1994年9月30日発売
- 20Pイラストブックレット付き
- ステレオ 総計時間 74分42秒

ストーリーインデックス
1. 夢
2. サンタローズ
3. 初めての冒険
4. アルカパ
5. レヌール城
6. プックル
7. 妖精
8. 氷の館
9. ラインハット
10. 古代の遺跡
11. 奴隷
12. 脱出
13. 天空の剣
14. 大いなる旅へ

VOLUME 2
- 1994年10月28日発売
- 20Pイラストブックレット付き
- ステレオ 総計時間 74分53秒

ストーリーインデックス
1. ポートセルミ
2. 魔物のすみか
3. サラボナ
4. 山奥の村
5. 滝の洞窟
6. 結婚
7. テルパドール
8. グランバニア
9. 王家の証
10. 戴冠式
11. デモンズタワー

VOLUME 3
- 1994年12月16日発売
- 20Pイラストブックレット付き
- ステレオ 総計時間 67分32秒

ストーリーインデックス
1. 帰還
2. 双子
3. エルヘブン
4. トロッコ洞窟
5. ゴールドオーブ
6. ボブルの塔
7. セントベレス
8. イブール
9. 暗黒の世界へ
10. マーサ
11. ミルドラース
12. 成就

キャスト
- リュカ・少年時代（主人公）：吉田古奈美
- リュカ・青年時代（主人公）：堀川亮
- パパス：神谷明
- ビアンカ：川村万梨阿
- ヘンリー：山口勝平
- ティミー（男の子）：吉田古奈美
- ポピー（女の子）：荒木香恵
- マーサ：佐久間レイ
- マリア：久川綾
- ベラ：金丸日向子

- サンチョ：塩屋浩三
- フローラ：井上喜久子
- ルドマン：沢木郁也
- アンディ：飛田展男
- オジロン：平野正人
- エリック：川津泰彦
- ソフィア：中友子
- アイシス：寺瀬めぐみ
- ポワン：萩森侚子
- プサン（マスタードラゴン）：屋良有作

- スラリン（スライム）：佐久間レイ
- ピエール（スライムナイト）：中尾みち雄
- マーリン（まほうつかい）：佐藤正治
- 親分ゴースト:塩屋浩三
- 雪の女王:久川綾
- ジャミ：高木渉
- ゴンズ：岸野幸正
- ゲマ：鈴置洋孝
- イブール：岸野幸正
- ミルドラース：飯塚昭三
- ナレーター：家弓家正

### CDシアター ドラゴンクエストVI
上巻
- 1996年9月27日発売
- 16Pイラストブックレット付き
- ステレオ 総計時間 68分28秒

ストーリーインデックス
1. 序章
2. ライフコッド
3. レイドック
4. 夢見の滴
5. もう一つの世界
6. 月鏡の塔
7. 地底魔城
8. 神の船
9. ムドーの島
10. 魔王
11. ダーマ
12. アークボルト

下巻
- 1996年10月25日発売
- 16Pイラストブックレット付き
- ステレオ 総計時間 72分14秒

ストーリーインデックス
1. 流離
2. カルベローナ
3. 錆びた剣
4. 兄妹
5. 太陽、十字、命、稲妻
6. ヘルクラウド
7. はざまの世界
8. 嘆きの牢獄
9. 魔王城
10. 時の子守唄

キャスト
- ウイル（主人公）：関智一
- ハッサン：梁田清之
- ミレーユ：久川綾
- バーバラ：吉田古奈美
- チャモロ：瀧本富士子
- テリー：緑川光

- ルビス：潘恵子
- レイドック：菅生隆之
- シェーラ：田中敦子
- ターニア：竹ノ内美奈子
- ランド：細井治
- ソルディ/トム：金尾哲夫
- グランマーズ：鈴木れい子
- ハッサンの父：岡和男
- ハッサンの母：岡本嘉子

- ゲバン：星野充昭
- 長老：丸山詠二
- ゼニス：屋良有作
- ブボール：巴菁子
- サリイ：天野由梨
- メダル王：長嶝高士
- クリムト：広瀬正志
- マサール：塚田正昭

- ムドー：徳丸完
- ジャミラス：山野井仁
- デュラン：中田和宏
- デスタムーア：緒方賢一

### CDシアター トルネコの大冒険 不思議のダンジョン
- 1994年7月29日発売
- 8Pイラストブックレット付き
- ステレオ 総計時間 71分56秒

ストーリーインデックス
1. レイクナバの男
2. ブルーノ村
3. 初挑戦
4. 鉄の金庫
5. トルネコの店
6. モンスターハウス
7. 新しい店
8. トルネコのひととき
9. 幸せの箱
10. とある小さなワルツ

キャスト
- トルネコ：玄田哲章
- 王様：青野武
- ネネ：関根明子
- ポポロ：萩森侚子
- 王子：三木眞一郎
- ライバル戦士：梁田清之
- ブキミな青年：津久井教生
- マギーばあさん：木藤聡子
- ファンじいさん：梅津秀行
- 隣村の武器屋：宇垣秀成
- ルル：小林優子
- エド：鈴木琢磨

## メインスタッフ
- 原作：堀井雄二
- 脚本・監督：とまとあき
- 音楽：すぎやまこういち
- 編曲：松尾早人
- カバーイラスト・キャラクターデザイン：いのまたむつみ、菊池通隆（麻宮騎亜、『II』のみ）、中鶴勝祥（『トルネコの大冒険』）
- 音響制作：メディアリング
- 企画・製作：エニックス（現：スクウェア・エニックス）